# 電気磁気論
『電気磁気論』（でんきじきろん）は、ジェームズ・クラーク・マクスウェルによる電磁気学の著作（1873年）である。
（現在の）主流な解釈において電磁場の基礎方程式とみなされているものには、電磁ポテンシャルがあからさまな形では入っていない。しかし、マックスウェルの著作では、左手系、ガウス単位系が用いられており、さらにすべて成分表示で書かれて、偏微分に対しても常微分や全微分と同じ記号が用いられている。これを右手系、MKSA単位系を用いて、ベクトル表記で、偏微分記号を用いたものに改めると、
第一の組
- {\displaystyle \mathbf {E} =-\nabla \phi -{\frac {\partial \mathbf {A} }{\partial t}}}
- {\displaystyle \mathbf {B} =\nabla \times \mathbf {A} }

と第二の組
- {\displaystyle \nabla \cdot \mathbf {D} =\rho }
- {\displaystyle \nabla \times \mathbf {H} -{\frac {\partial \mathbf {D} }{\partial t}}=\mathbf {J} }

にまとめることができる。